# Lugela (Schiff)
Die Lugela (Stand 2020 Sea Eagle) ist ein Frachtschiff, dass 2010 von somalischen Piraten geentert wurde.

## Geschichte
Das Schiff des Sietas Typs 111a wurde am 4. Mai 1984 auf Kiel gelegt und lief am 25. Juli des Jahres bei der Sietas-Werft in Hamburg vom Stapel. Auftraggeber war die Reederei Klaus Block aus Drochtersen, die es am 15. September 1984 als Albatros übernahm. Das Schiff fuhr in den folgenden Jahren unter zahlreichen Namen und wurde 2004 als Thor Sophia von der Reederei J. Poulsen Shipping aus Korsør übernommen. Im September 2009 wurde das Schiff an die Kori Shipping Company aus Panama veräußert, die es in Lugela umbenannte und von der griechischen Reederei TDM Carriers bereedern ließ.
Die Lugela wurde am 25. September 2010 auf der Fahrt von Ägypten nach Mauritius 900 Seemeilen östlich von Eyl an der Küste Somalias, mit einer Besatzung, bestehend aus zwölf Ukrainern und einer Ladung Stahl und Draht an Bord von somalischen Piraten gekapert. Das Frachtschiff setzte einen Notruf an seine griechische Vertragsreederei ab, wenig später änderte es seinen Kurs in Richtung Somalia. Am Abend des 26. September 2010 gingen die Seeräuber ohne Beute und ohne Lösegeld wieder von Bord. Das Schiff setzte seine Fahrt zum Bestimmungshafen fort. Keines der Besatzungsmitglieder kam zu Schaden. Einzelheiten der Freigabe wurden nicht bekannt.
Im März 2011 übernahm Remstoan Investments das Schiff und ließ es als Lady Remington III von Vanguard Shipping Great Lakes bereedern. 2012 wurde das Schiff auf die Northern Transportation Company übertragen, die es im August 2013 erneut an Remstoan Investments abgab. Im September 2013 ging das Schiff an Mermaid International Shipping, die es zunächst in Navi Wind und 2014 in Stella di Mare umbenannte. 2015 kaufte die Canadian Shipping Line Company den Frachter ohne Umbenennung und seit September 2019 fährt das Schiff als Sea Eagle für Ibn Battuta Maritime in Bereederung der Sea Scanner Logistics. Am 18. September 2022 kenterte es im Hafen von İskenderun beim Entladen.